# Swan (1993)
Pour les articles homonymes, voir Swan.
Le Swan, dont le nom complet est Swan fan Makkum est le plus grand
brick-goélette du monde. Il fut construit en Pologne, au chantier naval de Gdansk en 1993.
Il porte, depuis 2007, le nom de Italia. 

Il est géré conjointement par la Marine italienne et le Yacht Club de Gênes (YCI).

## Histoire
Le Swan fan Makkum est un grand voilier moderne s'inspirant des anciens navires de transport.
Son nom lui vient de sa figure de proue qui représente un cygne aux ailes déployées.
Il participe aux grands rassemblements de voiliers et sert à organiser des croisières aux Antilles pendant l'hiver.
Il a fait sa première apparition, sous le nouveau nom de Nave Italia, comme  concurrent à la Mediterranean Tall Ships' Races 2007 et présent au rassemblement maritime Toulon Voiles de Légende 2007.